# Wetzer-Welte Kirchenlexikon
Il Wetzer-Welte Kirchenlexikon è un dizionario biografico e enciclopedico storico e teologico del cattolicesimo.

## Storia
La prima edizione, redatta da Heinrich Joseph Wetzer e Benedikt Welte, fu pubblicata in 13 volumi dal 1847 al 1869, a cura della Herder Verlag.
La seconda edizione, realizzata da Joseph Hergenröther e da Franz Philip Kaulen, fu pubblicata a Friburgo dal 1882 al 1883 col titolo di Encylopädie der katholischen Theologie und ihrer Hülfswissenschaften.

## Edizioni
- Wetzer und Welte's Kirchenlexikon, oder Encyklopädie der katholischen Theologie und ihrer Hülfswissenschaften, su Internet Archive, vol. 12, 2ª ed., 1901.
- Wetzer und Welte's Kirchenlexikon, oder Encyklopädie der katholischen Theologie und ihrer Hülfswissenschaften, Friburgo in Breslavia, Herder Verlag, 1882,  p. 1089.